# Alfred Stieda
Eugen Julius Karl Paul Alfred Stieda (ur. 11 grudnia 1869 w Dorpacie, zm. 30 kwietnia 1945 w Stralsundzie) – niemiecki lekarz, chirurg. 

## Życiorys
Syn Ludwiga Stiedy. Wykształcenie wyższe na uniwersytetach w Tybindze, Królewcu i Genewie. W
1891  obronił doktorat z medycyny na Uniwersytecie w Królewcu, w 1905 uzyskał habilitację a w 1907 mianowany został profesorem chirurgii na Uniwersytecie w Królewcu
Od jego nazwiska pochodzi nazwa choroby Pellegriniego-Stiedy.